# Enhelsowe
Enhelsowe (ukrainisch Енгельсове – ukrainisch offiziell seit dem 12. Mai 2016 Buran/Буран; russisch Энгельсово/Engelsowo) ist eine Siedlung städtischen Typs im Osten der ukrainischen Oblast Luhansk mit etwa 1000 Einwohnern.
Der Ort gehört administrativ zur Stadtgemeinde der neun Kilometer östlich liegenden Stadt Krasnodon und bildet eine eigene Siedlungsratsgemeinde zu der auch die Siedlung städtischen Typs Hirne und die Ansiedlung Schyroke (Широке) gehören, die Oblasthauptstadt Luhansk befindet sich 35 Kilometer nordwestlich des Ortes.
Enhelsowe wurde 1923 gegründet, trug zunächst den Namen Schachta imeni Enhelsa (шахта ім. Енгельса – „Schacht namens Engels“ in Anlehnung an den deutschen Revolutionär Friedrich Engels) und wurde 1938 zur Siedlung städtischen Typs erhoben, seit 1958 trägt der Ort seinen heutigen Namen. Seit Sommer 2014 ist der Ort im Verlauf des Ukrainekrieges durch Separatisten der Volksrepublik Lugansk besetzt.